# King and Queen County
King and Queen County är ett administrativt område i delstaten Virginia, USA, med 6 945 invånare. Den administrativa huvudorten (county seat) är King and Queen Court House.

## Geografi
Enligt United States Census Bureau så har countyt en total area på 845 km². 819 km² av den arean är land och 26 km² är vatten.      

### Angränsande countyn
- Caroline County - nord
- Essex County - nordost
- Middlesex County - öst
- Gloucester County - sydost
- James City County - syd
- New Kent County - sydväst
- King William County - väst